# Appie Baantjer Compleet deel 1
Appie Baantjer Compleet deel 1 is een verzameling van 214 columns en een paar korte verhalen van Appie Baantjer,  gebaseerd op zijn werk als rechercheur aan het bureau Warmoesstraat te Amsterdam. Het is een bloemlezing uit de columns die eerder verschenen in het dagblad De Telegraaf en Het Nieuws van de Dag.

## Inhoud
Een beperkt aantal minder bekende figuren uit de De Cock-serie komt nog eens langs, zoals een nog anonieme Handige Henkie, die zich laat foppen met een partij bontmantels. Verder zijn het beschrijvingen van figuranten of gedegen achtergrondinformatie over het dagelijks werk van een rechercheur in dit deel van Amsterdam.
In de beginjaren van rechercheur De Cock aan de Warmoesstraat was hij voor toxicologisch onderzoek nog aangewezen op de gemeentelijke toxicoloog drs. Eskes. Laatstgenoemde wordt in een column extra in het zonnetje gezet.
Een column die volledig recht doet aan de taakopvatting van zowel Appie Baantjer als zijn alter ego Jurriaan De Cock draagt de titel Recht. Op de hem eigen wijze beschrijft de auteur hoe moeilijk definieerbaar dit kernwoord van Justitie is voor zowel een rechercheur, een officier van justitie als een president van de rechtbank
De column Erven geeft ook een inkijkje in de zielenroerselen van de mens.
De sfeer van de columns is een gestage neergang van het leefklimaat in de Amsterdamse binnenstad door het te slappe optreden van Justitie. Appie Baantjer zag gebeuren dat 70% van de opgepakte misdadigers van buiten het land kwam door het tolerante beleid ten aanzien van drugs gekoppeld aan lage straffen.

## Beoordelingen
De column “Iets over mezelf” opent met deze typering door John Bakkenhoven:
Al meer dan vijfentwintig jaar dwaalt door de Amsterdamse binnenstad een rechercheur die bezig is een legende te worden. Zijn gang is een beetje waggelend, alsof elke straat het dek is van een vissersschuit, en zijn hoofd tussen de massieve schouders heeft de stand van iemand die tegen de wind in zwoegt. Hij heeft vaak pijn in zijn benen en hij is altijd moe. Moe van het kijken naar menselijke ellende, van het luisteren naar leugens, maar vooral vermoeid en murw geschuurd door zijn begrip voor misdadigers aan de ene kant en zijn plicht om de wet te dienen aan de andere kant.